# Sajtovići
Sajtovići (cyr. Сајтовићи) – wieś w Bośni i Hercegowinie, w Republice Serbskiej, w gminie Osmaci. W 2013 roku liczyła 232 mieszkańców.